# Elvir Sandzhakly
Elvir Sandzhakly (russisch Эльвир Эгинович Санджаклы, deutsche Transkription: Elwir Eginowitsch Sandschakly, auch Elvir Sancaklı; * 18. August 2002 in Archangelsk) ist ein russisch-türkischer Eishockeyspieler, der seit 2023 für die Mannschaft der Staatlichen Pädagogischen Herzen-Universität St. Petersburg in der Sankt Petersburger Studentenliga spielt.

## Karriere
Elvir Sandzhakly, der im nordrussischen Archangelsk geboren wurde, begann seine Karriere als Eishockeyspieler in Kanada. Nach Stationen in der U16 von Atlant Mytischtschi, in den Vereinigten Staaten sowie in Estland, wechselte er 2019 in die Türkei. Dort spielte er vier Jahre beim Zeytinburnu Belediye SK in der türkischen Superliga. Seit 2023 spielt er für die Mannschaft der Staatlichen Pädagogischen Herzen-Universität St. Petersburg in der Sankt Petersburger Studentenliga.

### International
Für die Türkei nahm Sandzhakly im Juniorenbereich an der U20-Weltmeisterschaft der Division III 2022 teil. Im selben Jahr spielte er mit der Herren-Nationalmannschaft bei der Weltmeisterschaft der Division III 2022, als der Aufstieg in die Division II erreicht wurde.

## Erfolge und Auszeichnungen
- 2022 Aufstieg in die Division II, Gruppe B, bei der Weltmeisterschaft der Division III, Gruppe A